# Kobori Masakazu

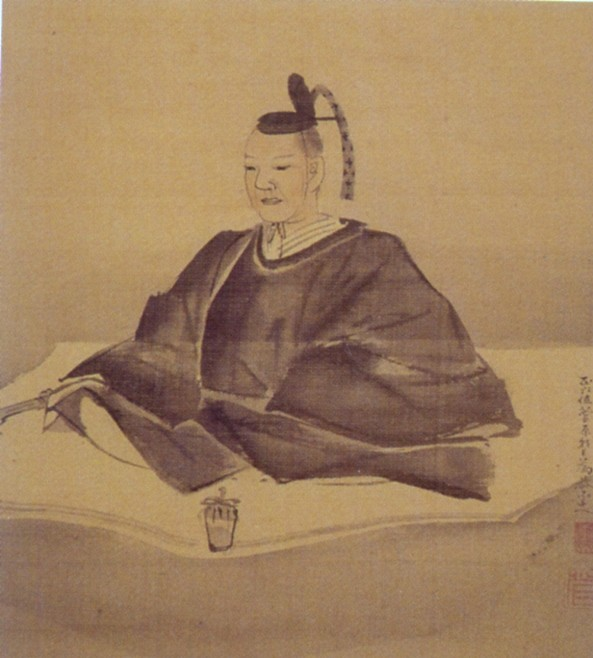
Kobori Enshū

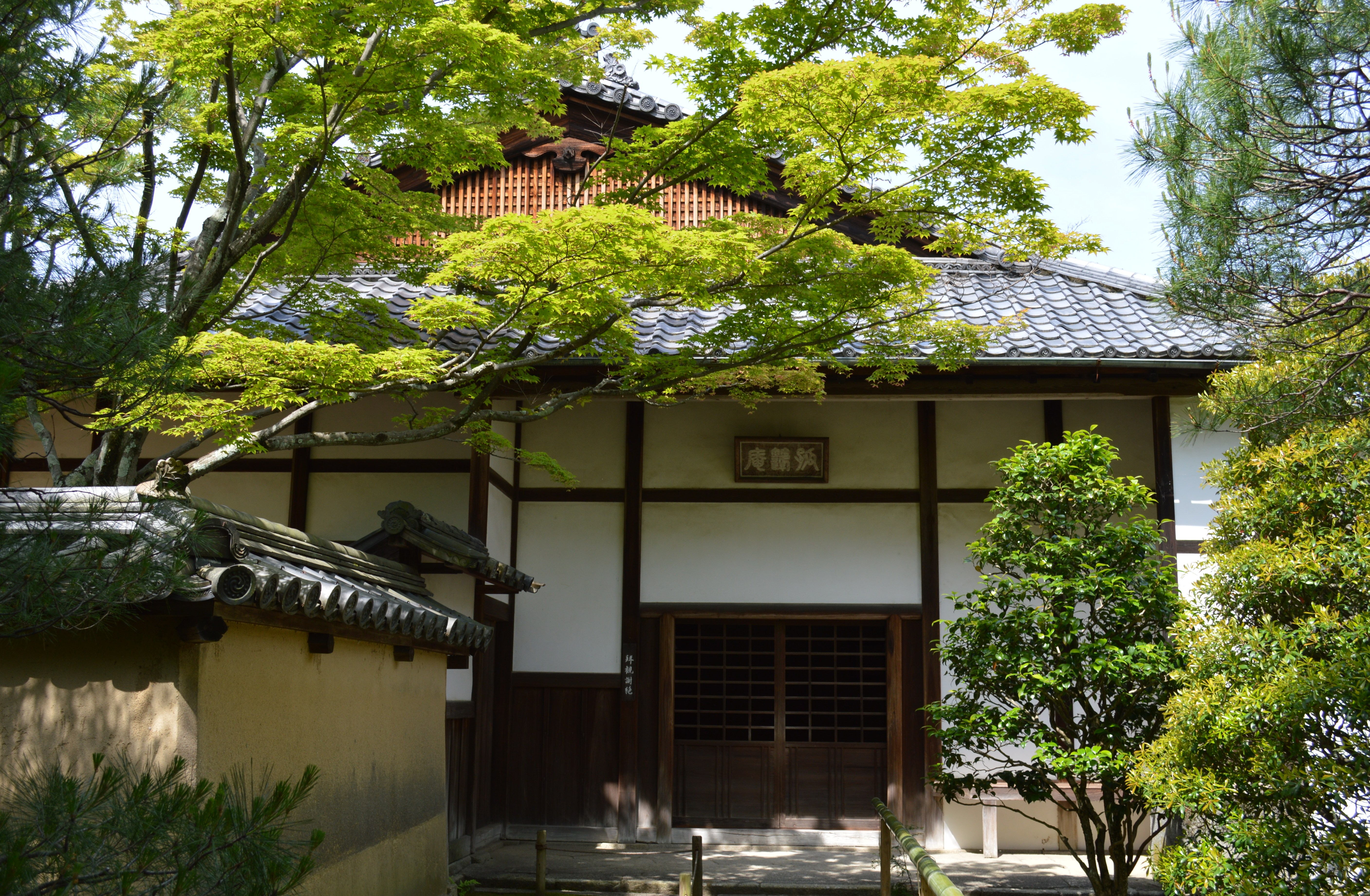
Kohō-an im Daitoku-ji

Kobori Masakazu (japanisch 小堀 政一; * 1579; † 12. März 1647), besser bekannt als Kobori Enshū (小堀 遠州), gehörte zum Schwertadel (Buke) und war Baumeister und Gartenarchitekt des Shogunats zu Beginn der Edo-Zeit. Er ist heute vor allem bekannt als Begründer der Enshū-Schule der Teezeremonie.

## Leben und Wirken
Masakazu wurde im Dorf Kobori im Kreis Sakata in der Provinz Ōmi geboren. Sein Vater, Masatsugu, diente den Daimyō Asai Nagamasa, Hashiba Hidenaga und Tokugawa Ieyasu und erhielt nach der Schlacht von Sekigahara selbst Daimyō-Rang mit einem Einkommen von 12.000 Koku. Nach dem Tode Masatsugis 1604 übernahm Masakazu dessen Amt, wurde Lehnsherr des Omuro-han (小室藩) mit dem Ehrentitel Tōtōmi no kami. Seit der Zeit nannte er sich Enshū, nach der Alternativbezeichnung der Provinz Tōtōmi. 1616 wurde er zum Bau-Kommissar (作事奉行, sakuji-bugyō) für die Residenz des Ex-Kaisers Go-Yōzei ernannt.
1624 wurde Enshū zum Kommissar für Fushimi (伏見奉行, Fushimi-bugyō), den Ort, an dem sich auch die Burg Fushimi befand, ernannt, ein Amt, das er bis zu seinem Lebensende innehatte. Er führte die Shogune Tokugawa Hidetada und Iemitsu in die Tee-Zeremonie ein, war Vertrauter von Tōdō Takatora und war mit seinem reichen klassischen Wissen lehrend tätig.

## Bau-Aktivitäten
- Burg Edo
- Burg Sumpu
- Burg Nagoya (hier der Tenshu)
- Burg Fushimi (Hommaru)

Wappen der Kobori

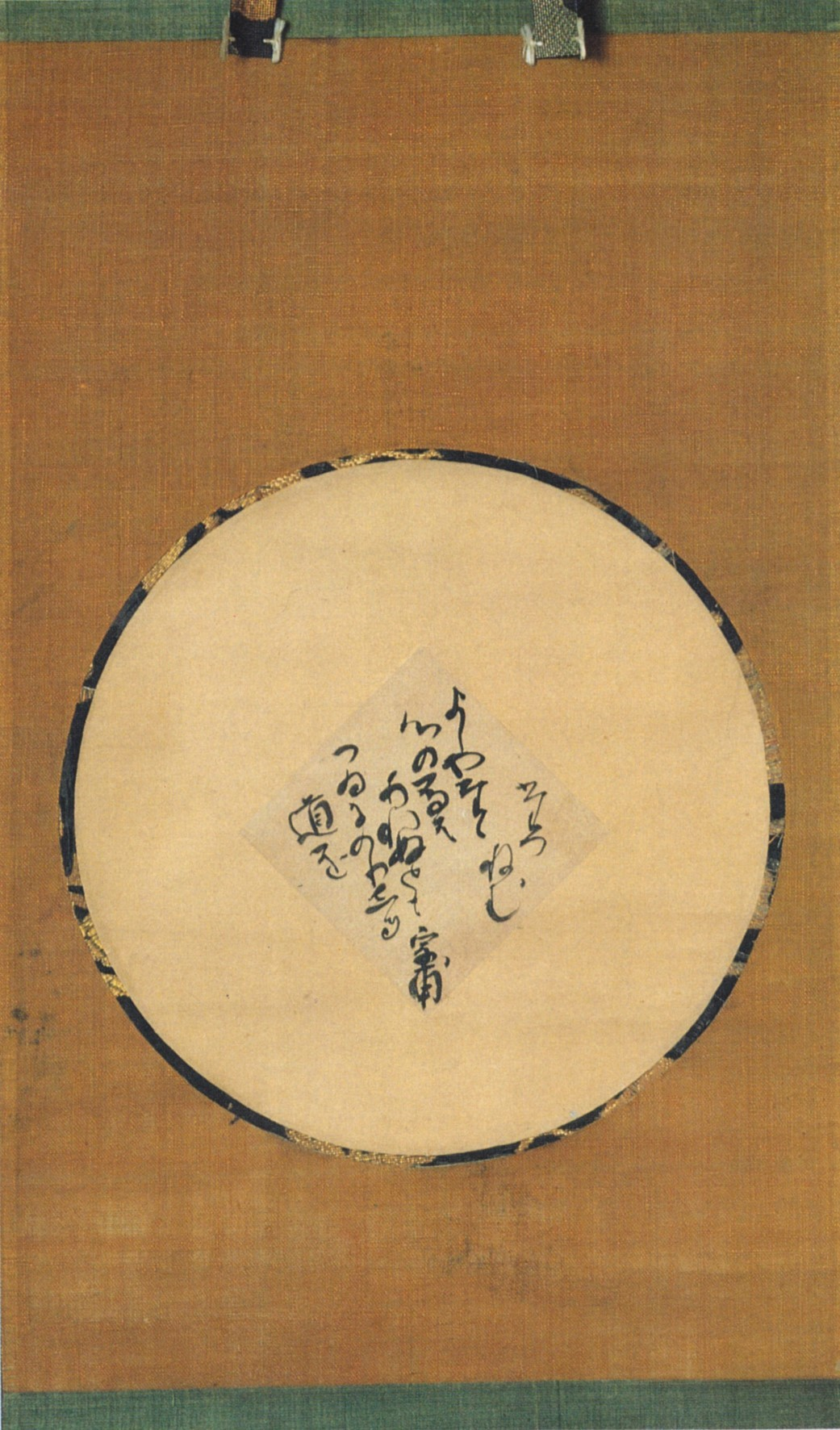
Enshū: Kalligraphie

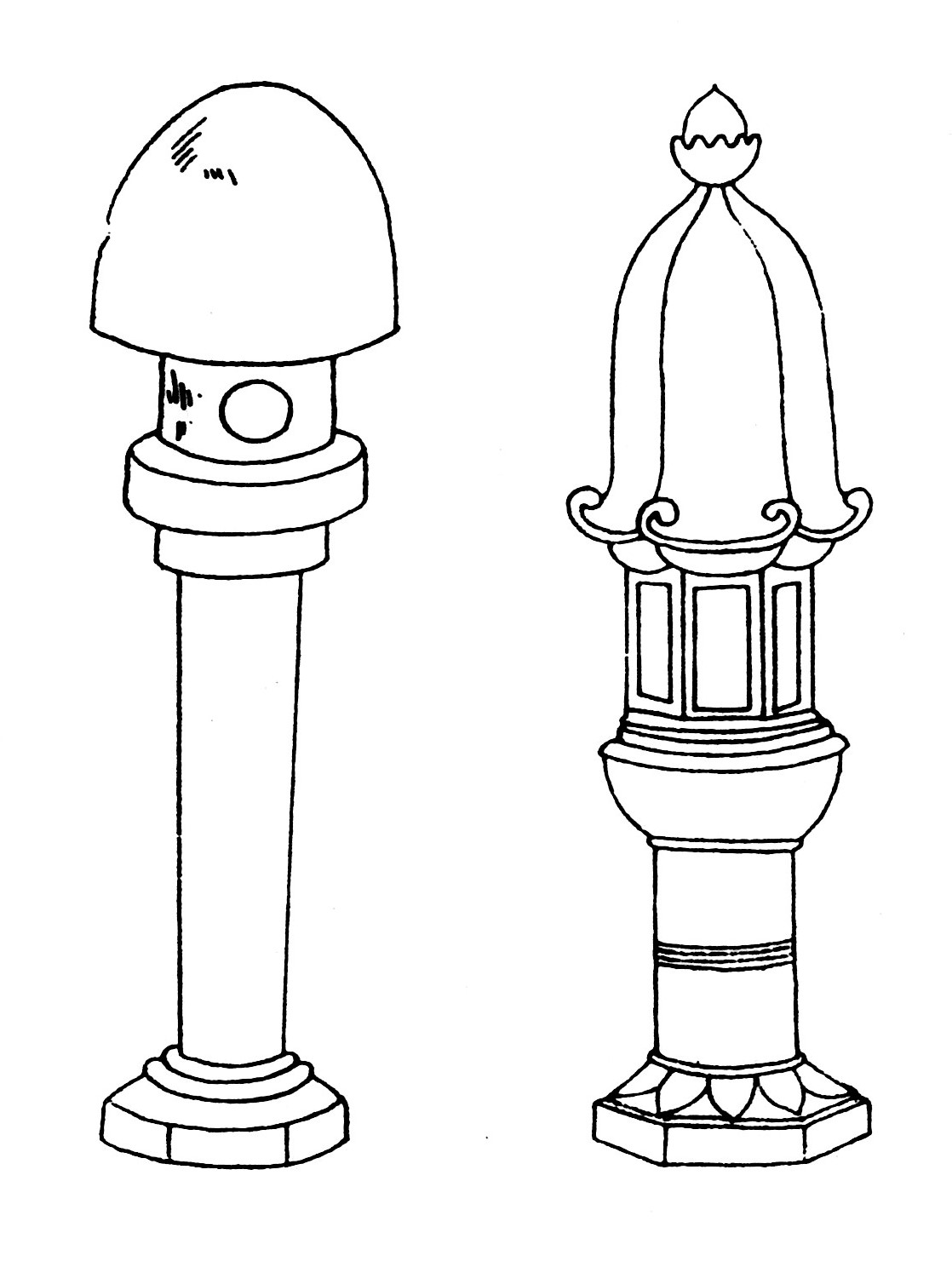
Steinlaternen im Enshū-Stil

- Kinri (Gosho) des Kaisers Go-Mizunoo
- Residenz der Frau des Kaisers Go-Mizunoo, Tokugawa kazuko (徳川和子)
- Burg Ōsaka (Tenshu, Hommaru)
- Sentō-Residenz Ex-Kaiser Go-Mizunoo
- Burg-Nijō-Residenz: Ni-no-maru
- Burg Minakuchi (水口城) in Kōka in der Provinz Ōmi
- Tōkai-ji (東海寺) in Edo, Garten
- Verschiedene weitere Gärten

## Enshū als Teemeister
Die Tee-Zeremonie lernte Enshū mit zehn Jahren bei Sen no Rikyū in der Burg Kōriyama (Provinz Yamato) und beherrschte sie bald so, dass er sie als Gastgeber (点前, temae) ausüben konnte. Später orientierte er sich aber mehr an der weniger strengen Teezeremonie des Furuta Oribe (1544–1615) und folgte der Oribe-Linie. Als er den dritten Daimyo Iemitsu unterrichtete, entwickelte er eine Art der Teezeremonie mit dem Daisu (台子) als Mittelpunkt und dem Prinzip kirei-sabi.
Einige seiner Teehäuser existieren noch, so das Hassō-no-seki im Konchi-in (金地院), einem Untertempel des Nanzen-ji in Kyoto. Dessen viele Fenster lassen den Raum luftig und leicht erscheinen. Die beiden anderen sind Bōsen (忘筌), Teil des Kōhō-an (孤篷庵) und Mittan (密庵) in einer Ecke des Shoin des Ryūkō-in (龍光院), beide Untertempel des Daitoku-ji in Kyoto. Bōsen und Mittan sind stark repariert, lassen aber doch Enshūs Geschmack erkennen. Sie stellen eine Mischung aus dem Shoin-(Gelehrtenstube)- und dem Sōan-(Teehaus)-Stil dar. Ein weiteres Teehaus gehörte der Familie Iba (伊庭).